# Antoni Gaudí

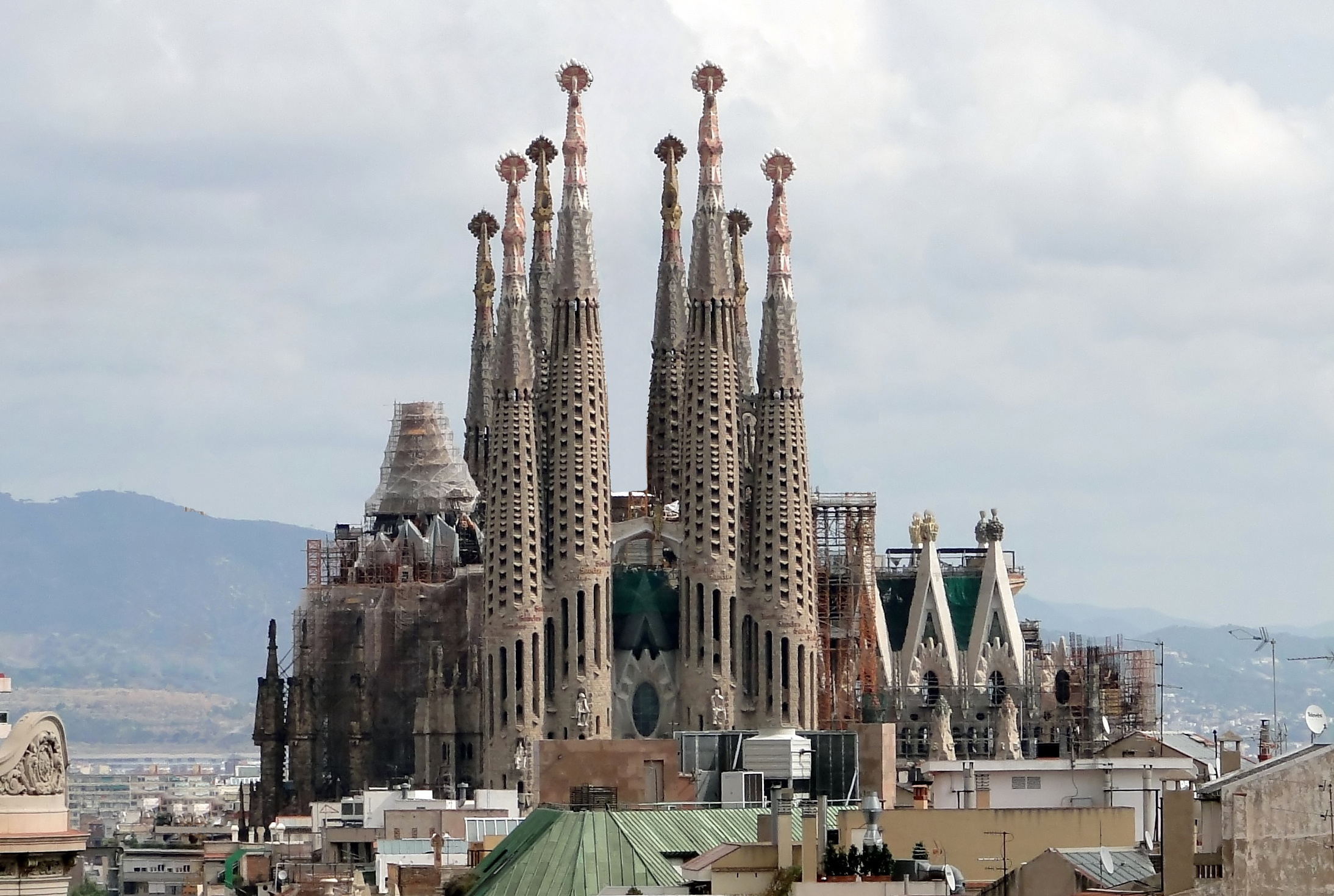
Sagrada Família

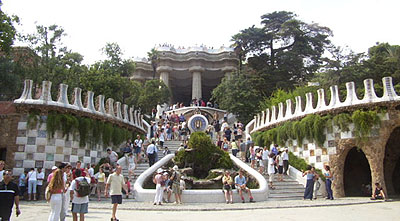
Parcul Güell

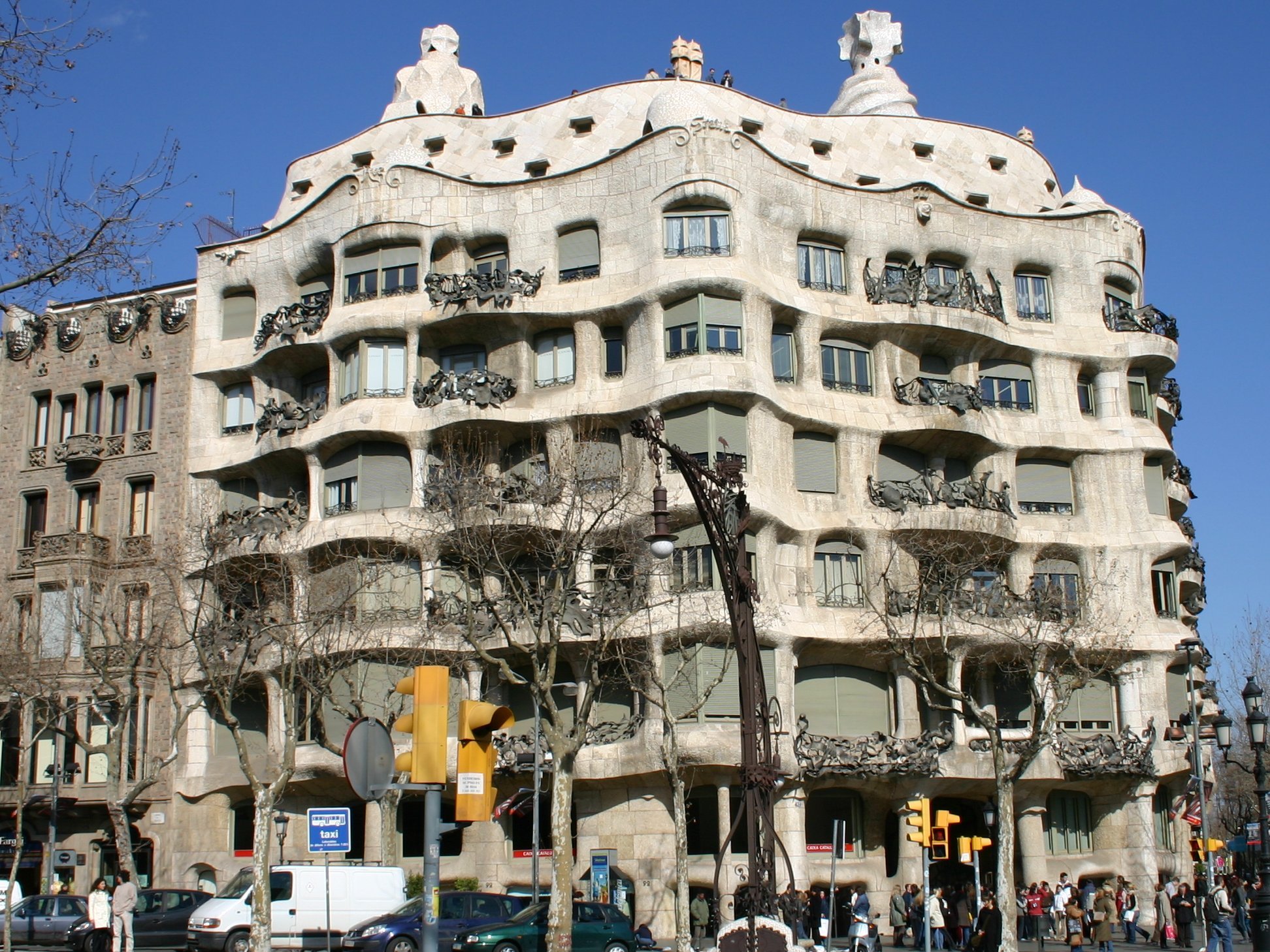
Casa Milà

Antoni Gaudí , numele la naștere, Antoni Placid Gaudí i Cornet (n. 25 iunie 1852, Riudoms⁠(d), Catalonia, Spania – d. 10 iunie 1926, Barcelona, Spania) a fost un arhitect catalan faimos atât pentru stilul său unic cât și pentru proiectele sale puternic individualizate.
Deși a fost catalogat alături de stilul Art Nouveau, Gaudí a creat un întreg stil original.